# Revoltech
Revoltech (リボルテック?, Riborutekku) è il nome di una linea di action figure giapponesi, prodotte dalla Kaiyodo. Il termine "revoltech" è un portmanteau per "Revolver Technology", in riferimento alle particolari articolazioni con "giunture Revolver" di cui tutte le action figure di questa linea sono dotate, e che gli permette una grande snodabilità ed una vasta gamma di movimenti, consentendo di assumere molte pose dinamiche.
Le giunture Revolver sono composte da tre pezzi, due semisfere la cui sezioni piatte forniscono la superficie di attrito per l'articolazione, ed un perno che tiene insieme i due pezzi. Entrambe le semisfere hanno pioli rotondi cilindrici utilizzati per collegare le diverse parti del corpo dell'action figure.
I temi delle linee Revoltech possono essere generalmente suddivisi in quattro categorie: Real Robot, Super Robot, Umanoidi e Creature. Sono stati prodotti revoltech ispirati a robot ed a personaggi di anime, videogiochi, manga, tokusatsu, film e televisione.